# Річард Лідеккер
Річард Лідеккер (англ. Richard Lydekker, 23 червня 1849, Лондон — 16 квітня 1915) — англійській натураліст, геолог, біогеограф, палеонтолог та автор численних книг з природної історії.

## Біографія
Лідеккер народився 23 червня 1849 року в Лондоні, у 1872 році у Триніті-коледжі прослухав курс природничих наук. У 1874 році почав роботу в Геологічній службі Індії, де і розпочав дослідження палеозоології хребетних Північної Індії (особливо Кашміру). Був відповідальним за каталогізацію фоссилій ссавців, рептилій та птахів в Музеї Природознавства в Лондоні.
Лідеккер вніс великий внесок в біогеографію. У 1895 році він провів біогеографічний кордон між групою Індонезійських островів, відомих як Воллесія і Австралійською фауністичною областю, нині відомою як лінія Лідеккера.

## Роботи
- Harmsworth Natural History[2]